# کریستوفر لندون (فیلم‌ساز)
کریستوفر لندون (انگلیسی: Christopher Landon)، (زاده ۲۷ فوریه ۱۹۷۵ در لس آنجلس) کارگردان فیلم، تهیه‌کننده و فیلم‌نامه‌نویس اهل آمریکا است.
عمده سرشناسی لندون برای نویسندگی و ساخت مجموعه فیلم‌های فعالیت فراطبیعی شامل: مانند فعالیت فراطبیعی ۲(۲۰۱۰)، فعالیت فراطبیعی ۳(۲۰۱۱)، فعالیت فراطبیعی ۴ (۲۰۱۲) و فعالیت فرا طبیعی: نشانه گذاری شده‌ها (۲۰۱۴) است. وی فرزند بازیگر سینمای آمریکا مایکل لندون است.

## فیلم‌شناسی
- آشفته (۲۰۰۷)
- نخل‌های سوزان (۲۰۱۰)
- فعالیت فراطبیعی ۲(۲۰۱۰)
- فعالیت فراطبیعی ۳(۲۰۱۱)
- فعالیت فراطبیعی ۴ (۲۰۱۲)
- فعالیت فرا طبیعی: نشانه گذاری شده‌ها (۲۰۱۴)
- پیشاهنگ‌ها به دوره آخرالزمان زامبی وار هدایت می‌شوند (۲۰۱۵)
- وایرال (۲۰۱۶)
- روز مرگت مبارک (۲۰۱۷)
- روز مرگت مبارک ۲ (۲۰۱۹)
- عجیب و غریب (۲۰۲۰)
- ما یک روح داریم (۲۰۲۳)
- رهایی (۲۰۲۵)